# Agrostis continentalis
Agrostis continentalis é uma espécie de gramínea do gênero Agrostis, pertencente à família Poaceae.